# 353.º Batallón Antiaéreo Pesado
El 353.º Batallón Antiaéreo Pesado (353. schwere-Flak-Abteilung (o)) fue una unidad militar de la Luftwaffe durante la Segunda Guerra Mundial.

## Historia
Fue formado en julio de 1941 del VII Comando Administrativo Aéreo como 353.º Batallón Antiaéreo de Reserva (hasta julio de 1942) con:
- Grupo de Plana Mayor/353.º Batallón Antiaéreo de Reserva desde el Grupo de Plana Mayor/351.º Batallón Antiaéreo de Fortaleza de Reserva
- 1.º Bat./353.º Batallón Antiaéreo de Reserva desde la 1.º Bat./351.º Batallón Antiaéreo de Fortaleza de Reserva
- 2.º Bat./353.º Batallón Antiaéreo de Reserva desde la 2.º Bat./351.º Batallón Antiaéreo de Fortaleza de Reserva
- 3.º Bat./353.º Batallón Antiaéreo de Reserva desde la 3.º Bat./351.º Batallón Antiaéreo de Fortaleza de Reserva
- 4.º Bat./353.º Batallón Antiaéreo de Reserva desde la 7.º Bat./351.º Batallón Antiaéreo de Fortaleza de Reserva
- 5.º Bat./353.º Batallón Antiaéreo de Reserva desde VII./2.ª Batería Antiaérea Ligera de Reserva

Reorganizado como Batallón Pesado a comienzos de 1942:
- 4.ª Escuadra/353.º Batallón de Reserva Antiaérea como la 1.ª Escuadra/826.º Batallón Ligero Antiaéreo, y fue reformada
- 5.ª Escuadra/353.º Batallón de Reserva Antiaérea como la 2.ª Escuadra/826.º Batallón Ligero Antiaéreo

En 1943 la 1.º Batt./353.º Batallón Antiaéreo Pesado como la 1.º Bat./256.º Batallón Antiaéreo de Reserva y fue reformado. La 5.º Bat./353.º Batallón Antiaéreo Pesado fue formada después en 1943 desde 3600.ª Batería Antiaérea Pesada z.b.V., pero posiblemente como la 5.º Bat./465.º Batallón Antiaéreo Pesado.

## Servicios
- 1941: en Essen (?).
- enero de 1943 – mayo de 1943: en Essen.
- 1 de noviembre de 1943: en Essen bajo la 4.ª División Antiaérea (44.º Regimiento Antiaéreo).
- 1 de enero de 1944: en Essen bajo la 4.ª División Antiaérea (44.º Regimiento Antiaéreo).
  - En Colonia bajo la 7.ª División Antiaérea (14.º Regimiento Antiaéreo) (3.º Bat./353.º Batallón Antiaéreo Pesado).
- 1 de febrero de 1944: en Essen bajo la 4.ª División Antiaérea (44.º Regimiento Antiaéreo).
  - En Colonia bajo la 7.ª División Antiaérea (14.º Regimiento Antiaéreo) (3.º Bat./353.º Batallón Antiaéreo Pesado).
- 1 de marzo de 1944: en Essen bajo la 4.ª División Antiaérea (44.º Regimiento Antiaéreo).
  - En Colonia bajo la 7.ª División Antiaérea (14.º Regimiento Antiaéreo) (3.º Bat./353.º Batallón Antiaéreo Pesado).
- 1 de abril de 1944: en Essen bajo la 4.ª División Antiaérea (44.º Regimiento Antiaéreo).
- 1 de mayo de 1944: en Essen bajo la 4.ª División Antiaérea (44.º Regimiento Antiaéreo).
- 1 de junio de 1944: en Essen bajo la 4.ª División Antiaérea (44.º Regimiento Antiaéreo).
- 1 de julio de 1944: en Essen bajo la 4.ª División Antiaérea (44.º Regimiento Antiaéreo).
- 1 de agosto de 1944: en Essen bajo la 4.ª División Antiaérea (44.º Regimiento Antiaéreo).
- 1 de septiembre de 1944: en Essen bajo la 4.ª División Antiaérea (44.º Regimiento Antiaéreo).
- 1 de octubre de 1944: en Essen bajo la 4.ª División Antiaérea (44.º Regimiento Antiaéreo).
- 1 de noviembre de 1944: en Essen bajo la 4.ª División Antiaérea (44.º Regimiento Antiaéreo) (Grupo de Plana Mayor, 1.º Bat., 4.º Bat./353.º Batallón Antiaéreo Pesado).
  - En Düsseldorf bajo la 4.ª División Antiaérea (24.º Regimiento Antiaéreo) (2.ª Escuadra, 3.ª Escuadra/353.º Batallón Antiaéreo Pesado).
- 1 de diciembre de 1944: en Essen bajo la 4.ª División Antiaérea (44.º Regimiento Antiaéreo) (Grupo de Plana Mayor, 1.º Bat., 4.º Bat./353.º Batallón Antiaéreo Pesado).
  - En Düsseldorf bajo la 4.ª División Antiaérea (24.º Regimiento Antiaéreo) (2.º Bat., 3.º Bat./353.º Batallón Antiaéreo Pesado).